# Tusinszkaja metróállomás
A Tusinszkaja (oroszul Ту́шинская) a moszkvai metró 7-es számú, lila színnel jelzett, Taganszko-Krasznopresznyenszkaja nevű vonalának egyik állomása, az Otkrityije Aréna nevű, a 2018-as labdarúgó-világbajnokságra épült labdarúgó-stadion egyik megközelítési lehetősége. A metróállomás főleg a Tusino vasútállomást szolgálja ki, a stadion a belváros felé 600-700 méterre következő Szpartak metróállomásról is elérhető.

## Leírása
A kéreg alatti, oszlopsorokkal három részre tagolt, típusterv alapján készült állomást 1975. december 30-án nyitották meg a 7-es számú, lila színnel jelölt Taganszko-Krasznopresznyenszkaja vonal Oktyabrszkoje polje — Planyernaja állomások közötti szakaszának elkészültekor. Ezzel a szakasszal a moszkvai metróállomások száma 103-ra emelkedett. A Tusinszkaja oszlopsorait kékesszürke, falait fehér márvánnyal burkolták.

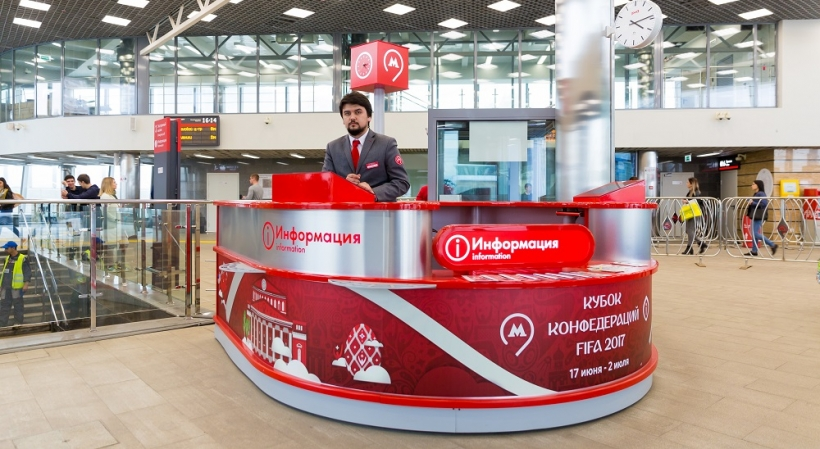
Információs pult az állomáson
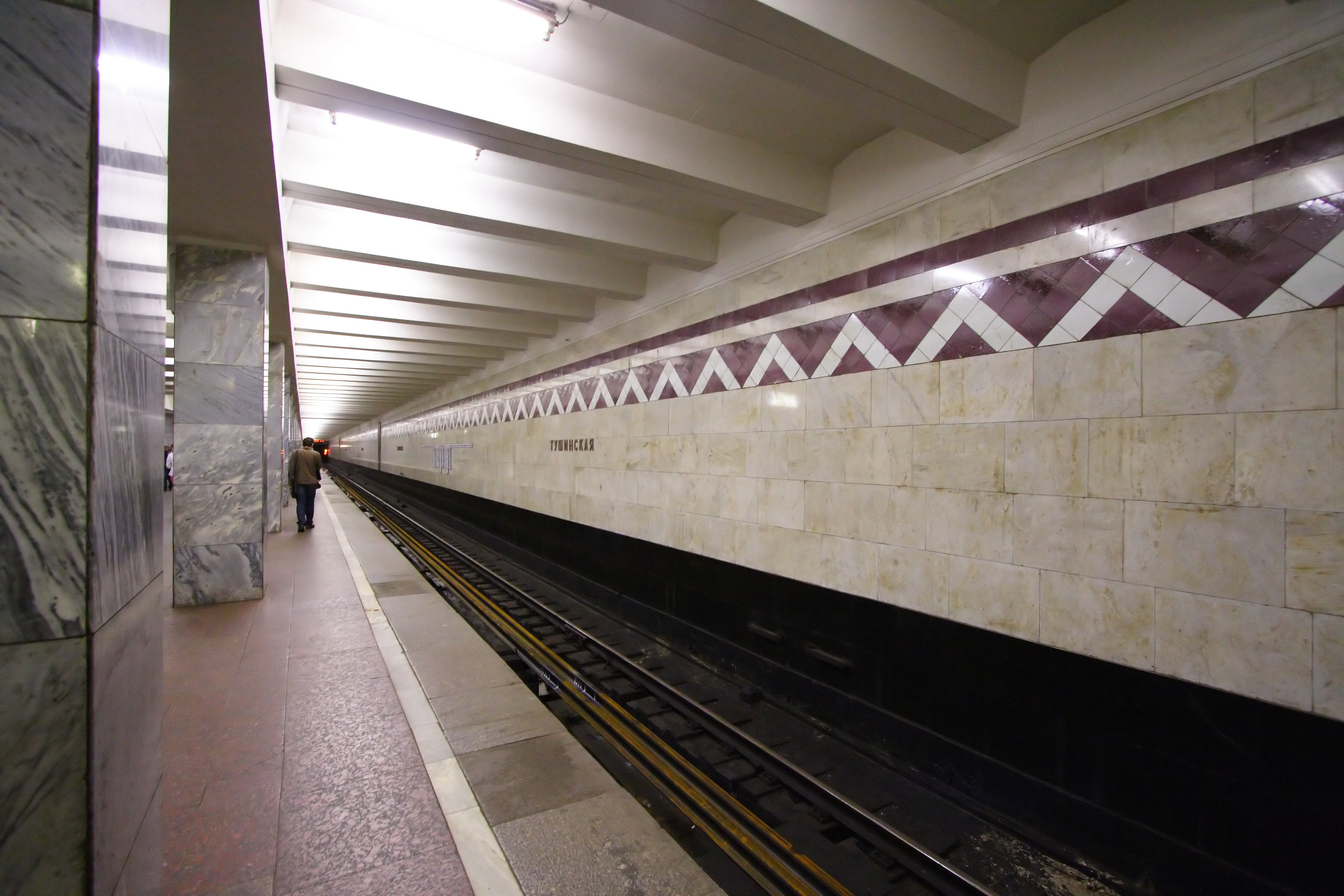
Az állomás 2010 májusában
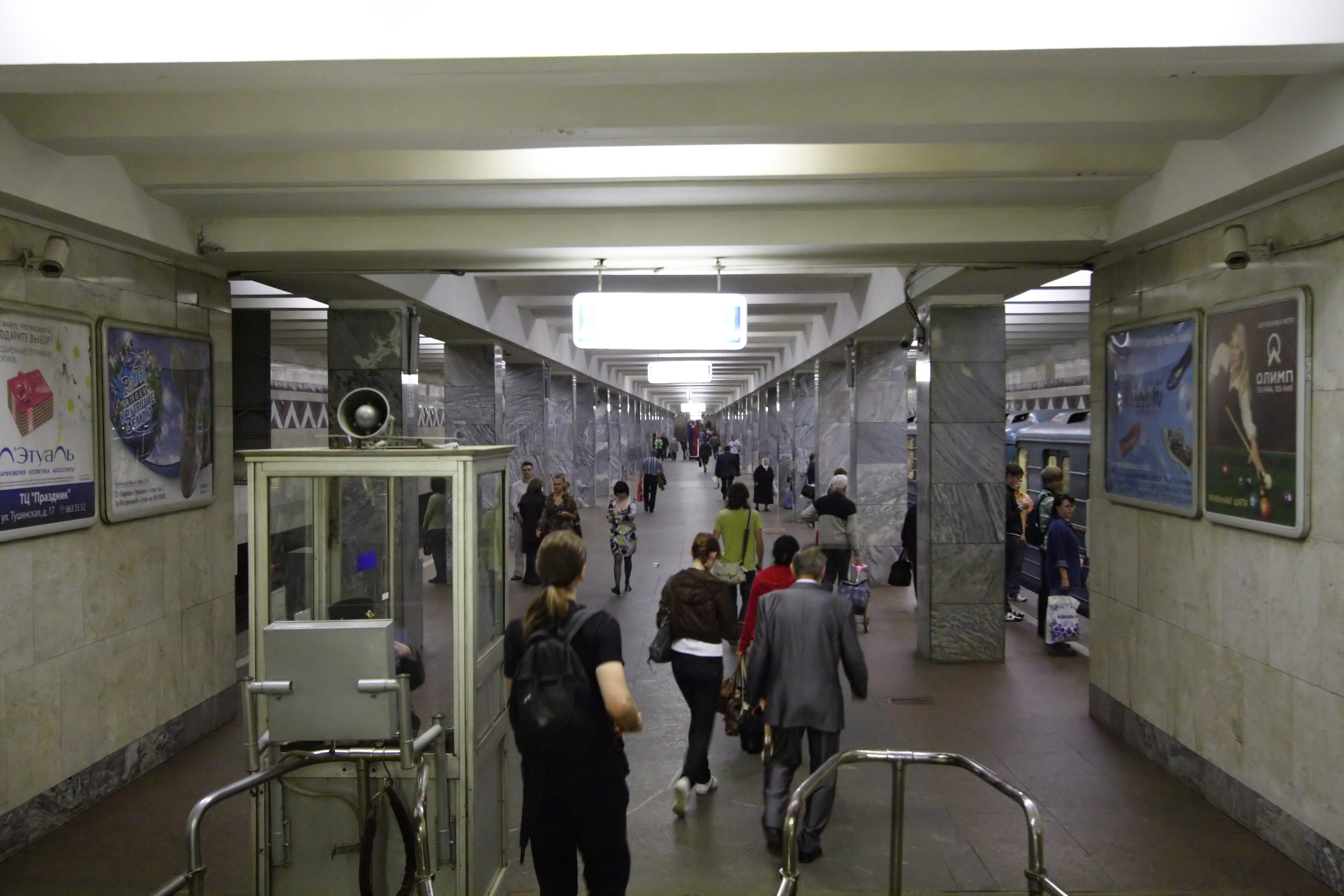
Az állomás 2010 májusában